# Veria
Veria (în greacă Βέροια, în aromână Veryea) este un oraș situat în partea nordică a Greciei, la poalele estice ale Munților Vermion. Este reședința prefecturii Imathia. La recensământul din 2001, Veria avea o populație de 42.794 locuitori.

## Personalități născute în Veria
- George Murnu (Ioryi al Murnu)
- Toli Hagigogu
- Sterie Hagigogu
- Cola Nicea
- Gheorghe Gâma
- Elie Carafoli
- Tulliu Carafoli
- Ioan Cutova
- Nicolae Caraiscu
- Ion Caranica
- Sterie Ciumetti
- Constantin Papanace